# Sielsowiet Laskowicze (obwód brzeski)
Sielsowiet Laskowicze (biał. Ляскавіцкі сельсавет, Laskawicki sielsawiet; ros. Лясковичский сельсовет) – sielsowiet na Białorusi, w obwodzie brzeskim, w rejonie janowskim, z siedzibą w Laskowiczach.

## Demografia
Według spisu z 2009 sielsowiet Laskowicze zamieszkiwało 2807 osób, w tym 2651 Białorusinów (94,44%), 65 Rosjan (2,32%), 62 Ukraińców (2,21%), 4 Polaków (0,14%), 3 Łotyszy (0,11%), 6 osób innych narodowości i 16 osób, które nie podały żadnej narodowości.

## Geografia i transport
Sielsowiet położony jest na Polesiu, w środkowej części rejonu janowskiego. Od północy, wschodu i częściowo od zachodu otacza stolicę rejonu Janów.
Przez sielsowiet przebiegają linia kolejowa Łuniniec – Żabinka oraz droga magistralna M10.

## Historia
26 czerwca 2013 do sielsowietu Laskowicze włączono w całości likwidowany sielsowiet Drużyłowicze.

## Miejscowości
- agromiasteczko:
  - Drużyłowicze
- wsie:
  - Borowa
  - Horowata
  - Kaliły
  - Lachowicze
  - Laskowicze
  - Nowołuczki
  - Ohowo
  - Szczekock
  - Tryliski
  - Wierzchuście
  - Zamosze